# Långtjärnen (Silbodals socken, Värmland, 659246-128621)
Långtjärnen är en sjö i Årjängs kommun i Värmland och ingår i Göta älvs huvudavrinningsområde.